# José Pierre Vunguidica
José Pierre Vunguidica (Luanda, 3 gennaio 1990) è un calciatore angolano, attaccante dell'Eintracht Hohkeppel.

## Carriera

### Club
Nella stagione 2010-2011 ha giocato una partita nella prima divisione tedesca con il Colonia; in seguito ha poi giocato anche 19 partite in seconda divisione.

### Nazionale
Ha partecipato alla Coppa d'Africa del 2012.